# Jalal Garyaghdi
Jalal Garyaghdi (en azerí: Cəlal Qaryağdı; Şuşa, 2 de junio de 1914 – Bakú, 1 de diciembre de 2001) fue un escultor de Azerbaiyán, artista del Pueblo de la RSS de Azerbaiyán.

## Biografía
Jalal Garyaghdi nació el 2 de junio de 1914 en Şuşa. Él fue sobrino de Jabbar Garyaghdioglu, destacado cantante de mugam y de música tradicional. En 1928 ingresó en la escuela estatal de arte de Azerbaiyán. En 1932-1935 estudió en la Academia Estatal de Arte de Tiflis. Durante muchos años enseñó en el colegio estatal de arte de Azerbaiyán. Él fue autor de los retratos de Bulbul, Rashid Behbudov, Jahangir Jahangirov, Khurshidbanu Natavan, Mirza Alakbar Sabir y Niyazi. Jalal Garyaghdi recibió el título “Artista de Honor de la RSS de Azerbaiyán” en 1954, “Artista del Pueblo de la RSS de Azerbaiyán” en 1960.
Jalal Garyaghdi murió el 1 de diciembre de 2001 en Bakú y fue enterrado en el Callejón de Honor.

## Premios y títulos
- Artista de Honor de la RSS de Azerbaiyán (1954)
- Orden de la Bandera Roja del Trabajo (1959)
- Artista del Pueblo de la RSS de Azerbaiyán (1960)
- Orden de la Insignia de Honor